# Kopalnia galmanu Kawia Góra

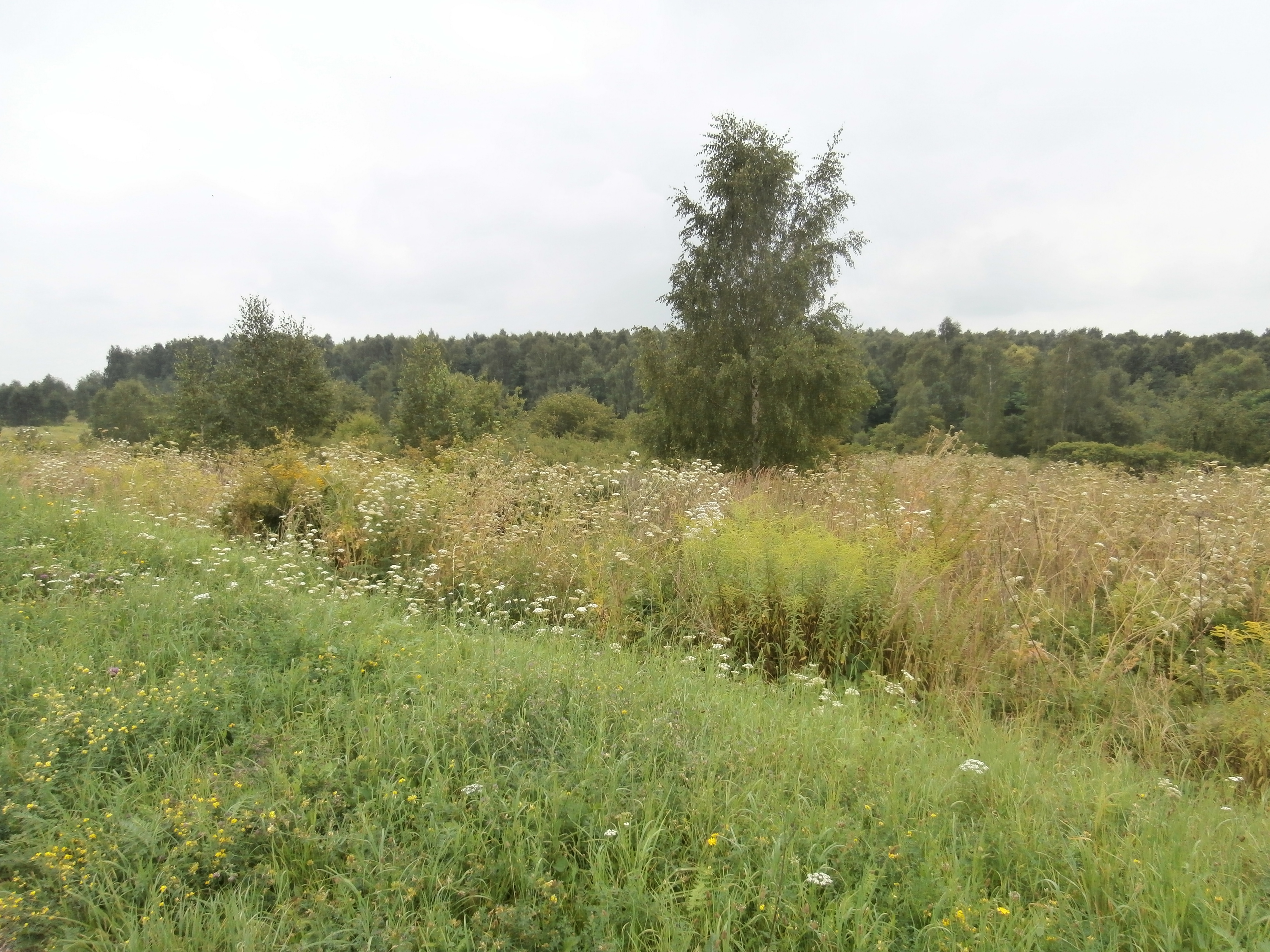
Porośnięte lasem warpie (wyrobisko) po kopalni galmanu „Kawia Góra” (widok z ul. Składowej, 2014)

Kopalnia galmanu „Kawia Góra” – kopalnia galmanu w Strzemieszycach Małych (obecnie dzielnica Dąbrowy Górniczej), działająca od 1844 do lat 60. XIX w.
Kopalnia podległa była Zachodniemu Okręgowi Górniczemu. Usytuowana na galmanonośnych wzgórzach ciągnących się od Strzemieszyc Małych do Sławkowa, pomiędzy kopalniami „Anna” i „Leonidas”. Od 1849 wyposażona była w maszynę parową o mocy 6 koni mechanicznych. Ruch kopalni „Kawia Góra” nadzorowany był przez sztygarów kopalni „Anna”.